# Pruga (geometrija)
Pruga, u geometriji, ploha u ravnini omeđena dvama paralelnim pravcima, odnosno pruga je dio ravnine između dvaju usporednih pravaca.
Presjek dvaju ploha je paralelogram.
Kad pravac presijeca prugu, siječe oba pravca koji čine prugu pod istim kutem.